# Carife
Carife é uma comuna italiana da região da Campania, província de Avellino, com cerca de 1.697 habitantes. Estende-se por uma área de 16 km², tendo uma densidade populacional de 106 hab/km². Faz fronteira com Castel Baronia, Frigento, Guardia Lombardi, San Nicola Baronia, Sturno, Trevico, Vallata.

## Demografia
| Variação demográfica do município entre 1861 e 2011                               |
|                                                                                   |
| Fonte: Istituto Nazionale di Statistica (ISTAT) - Elaboração gráfica da Wikipedia |